# Natação nos Jogos Mundiais Militares de 2011
As competições de natação nos Jogos Mundiais Militares de 2011 estão sendo disputadas entre os dias 17 e 20 de julho. Os eventos estão sendo realizados no Parque Aquático Maria Lenk, na cidade do Rio de Janeiro.
Ao todo, serão disputadas 36 medalhas de ouro, duas a mais do que nos Jogos Olímpicos. Serão disputadas todas as provas olímpicas, com exceção dos 400 metros medley feminino, revezamento 4x200 livre feminino e das duas maratonas aquáticas. Em contrapartida, serão disputadas as provas de 50 metros estilos nado borboleta, nado costas e nado peito para ambos os sexos

## Calendário
| Julho   | 15 | 16 | 17 | 18 | 19 | 20 | 21 | 22 | 23 | 24 |
| ------- | -- | -- | -- | -- | -- | -- | -- | -- | -- | -- |
| Natação |    |    | 9  | 10 | 9  | 8  |    |    |    |    |

|  | Dia de competição |  | Dia de final |

## Medalhistas
Masculino
| Evento                              | Ouro                                                                        | Prata                                                             | Bronze                                                                             |
| 50 m livre detalhes                 | Fernando Silva · Brasil                                                     | Federico Bocchia · Itália                                         | Erik van Dooren · Suíça                                                            |
| 100 m livre detalhes                | Tom Siara · Alemanha                                                        | Junwu Liu · China                                                 | Francesco Donin · Itália                                                           |
| 200 m livre detalhes                | Cesare Sciochetti · Itália                                                  | Tom Siara · Alemanha                                              | Rodrigo Castro · Brasil                                                            |
| 400 m livre detalhes                | Lijun Zu · China                                                            | Cesare Sciochetti · Itália                                        | Andrea Busato · Itália                                                             |
| 1500 m livre detalhes               | Lijun Zu · China                                                            | Luis Arapiraca · Brasil                                           | Andrea Busoto · Itália                                                             |
| 50 m costas detalhes                | Gabriel Mangabeira · Brasil                                                 | Stefan Herbst · Alemanha                                          | Felix Wolf · Alemanha                                                              |
| 100 m costas detalhes               | Gabriel Mangabeira · Brasil                                                 | Felix Wolf · Alemanha                                             | Stefan Herbst · Alemanha                                                           |
| 200 m costas detalhes               | Felix Wolf · Alemanha                                                       | Jigong Diao · China                                               | Dimitrios Chasiotis · Grécia                                                       |
| 50 m peito detalhes                 | Luca Pizzini · Itália · Andrii Kovalenko · Ucrânia                          | -                                                                 | Raphael Rodrigues · Brasil                                                         |
| 100 m peito detalhes                | Yunkun Huang · China                                                        | Tales Cerdeira · Brasil                                           | Yevgeniv Ryzhkov · Cazaquistão                                                     |
| 200 m peito detalhes                | Tales Cerdeira · Brasil                                                     | Luca Pizzini · Itália                                             | Yunkun Huang · China                                                               |
| 50 m borboleta detalhes             | Gabriel Mangabeira · Brasil                                                 | Henrique Martins · Brasil                                         | Tommaso Romani · Itália                                                            |
| 100 m borboleta detalhes            | Gabriel Mangabeira · Brasil                                                 | Henrique Martins · Brasil                                         | Nico van Duijn · Suíça                                                             |
| 200 m borboleta detalhes            | Pudong Wang · China                                                         | Niccolo Beni · Itália · Tom Siara · Alemanha                      | -                                                                                  |
| 200 m medley detalhes               | Diogo Yabe · Brasil                                                         | Lucas Salatta · Brasil                                            | Georgios Aryblias · Grécia                                                         |
| 400 m medley detalhes               | Diogo Yabe · Brasil                                                         | Georgios Aryblias · Grécia                                        | Lucas Salatta · Brasil                                                             |
| Revezamento 4x100 m livre detalhes  | Itália                                                                      | Brasil                                                            | China                                                                              |
| Revezamento 4x200 m livre detalhes  | Itália (Niccolo Beni, Cesare Sciochetti, Andrea Busoto e Francesco Donin)   | Alemanha (Felix Wolf, Andre Biere, Stefan Herbst e Tom Siara)     | (Konstantinos Siokos, Aleksandros Skoutelas, Georgios Aryblias e Michalis Kikilis) |
| Revezamento 4x100 m medley detalhes | Brasil (Gabriel Mangabeira, Tales Cerdeira, Henrique Martins e André Daudt) | Alemanha (Felix Wolf, Erik Steinhagen, Markus Gierke e Tom Siara) | Itália (Niccolo Beni, Luca Pizzini, Tommaso Romani e Francesco Donin)              |

Feminino
| Evento                              | Ouro                                                       | Prata                                                                       | Bronze                                                                        |
| 50 m livre detalhes                 | Yang Li · China                                            | Liuyang Jiao · China                                                        | Michelle Lenhardt · Brasil · Erika Ferraioli · Itália                         |
| 100 m livre detalhes                | Lan Liu · China                                            | Erika Ferraioli · Itália                                                    | Yiru Liu · China                                                              |
| 200 m livre detalhes                | Yiru Liu · China                                           | Martina de Memme · Itália                                                   | Lan Liu · China                                                               |
| 400 m livre detalhes                | Não Ocorreu                                                | Não Ocorreu                                                                 | Não Ocorreu                                                                   |
| 800 m livre detalhes                | Martina de Memme · Itália                                  | Joanna Maranhão · Brasil                                                    | Luomeng Ren · China                                                           |
| 50 m costas detalhes                | Tianlongzi Xu · China                                      | Fabíola Molina · Brasil                                                     | Yang Li · China                                                               |
| 100 m costas detalhes               | Fabíola Molina · Brasil                                    | Tianlongzi Xu · China                                                       | Jiaxing Li · China                                                            |
| 200 m costas detalhes               | Jiaxing Li · China                                         | Fabíola Molina · Brasil                                                     | Tianlongzi Xu · China                                                         |
| 50 m peito detalhes                 | Hongtao Zhang · China                                      | Randi Wang · China                                                          | Tatiane Sakemi · Brasil                                                       |
| 100 m peito detalhes                | Hongtao Zhang · China                                      | Randi Wang · China                                                          | Svitlana Bondarenko · Ucrânia                                                 |
| 200 m peito detalhes                | Hongtao Zhang · China                                      | Juliana Marin · Brasil                                                      | Veronica Demozzi · Itália                                                     |
| 50 m borboleta detalhes             | Liuyang Jiao · China                                       | Fabíola Molina · Brasil                                                     | Lan Liu · China                                                               |
| 100 m borboleta detalhes            | Liuyang Jiao · China                                       | Lan Liu · China                                                             | Dandara Antonio · Brasil                                                      |
| 200 m borboleta detalhes            | Liuyang Jiao · China                                       | Franziska Hentke · Alemanha                                                 | Lan Liu · China                                                               |
| 200 m medley detalhes               | Jiaxing Li · China                                         | Katharina Schiller · Alemanha                                               | Joanna Maranhão · Brasil                                                      |
| Revezamento 4x100 m livre detalhes  | China                                                      | Itália                                                                      | Brasil                                                                        |
| Revezamento 4x100 m medley detalhes | China(Tianlongzi Xu, Hongtao Zhang, Liuyang Jao e Lan Liu) | Brasil(Fabíola Molina, Tatiane Sakemi, Dandara Antonio e Michelle Lenhardt) | Itália(Valentina de Nardi, Veronica Demozzi, Laura Letrari e Erika Ferraioli) |

## Quadro de Medalhas
| Ordem | País        | Medalha de ouro | Medalha de prata | Medalha de bronze | Total |
| ----- | ----------- | --------------- | ---------------- | ----------------- | ----- |
| 1     | China       | 13              | 6                | 8                 | 27    |
| 2     | Brasil      | 10              | 12               | 8                 | 30    |
| 3     | Itália      | 4               | 6                | 6                 | 16    |
| 4     | Alemanha    | 2               | 6                | 2                 | 10    |
| 5     | Ucrânia     | 1               |                  |                   | 1     |
| 6     | Grécia      |                 | 1                | 3                 | 4     |
| 7     | Suíça       |                 |                  | 2                 | 2     |
| 8     | Cazaquistão |                 |                  | 1                 | 1     |

## Ligações Externas
- «Programação das disputas na natação nos Jogos Mundiais Militares de 2011»